# Chimarrogale platycephala
Chimarrogale platycephala is een zoogdier uit de familie van de spitsmuizen (Soricidae). De wetenschappelijke naam van de soort werd voor het eerst geldig gepubliceerd door Temminck in 1842.

## Voorkomen
De soort komt voor in Japan.